# Département de la musique de la Bibliothèque nationale de France
Le département de la musique de la Bibliothèque nationale de France est l'un des départements spécialisés de la bibliothèque, chargé en particulier de la conservation des partitions. La bibliothèque-musée de l'Opéra lui est rattachée. En revanche, les documents sonores sont, sauf exception, conservés au département de l'audiovisuel, sur le site de Tolbiac.

## Historique
Le département de la musique a été créé officiellement en 1942, mais son origine remonte quelques années en arrière. En effet, le décret du 30 octobre 1935 prévoyait la « fusion des bibliothèques musicales ». L'objectif était de regrouper trois fonds musicaux, celui de la Bibliothèque nationale, celui de la bibliothèque-musée de l'Opéra et celui du Conservatoire national supérieur de musique et d'art dramatique. Le rapport de présentation du décret envisage que cet ensemble pourrait « former un département de la Bibliothèque nationale ». Les autres objectifs affichés du décret étaient la constitution d'un catalogue général ainsi qu'une diminution des dépenses de fonctionnement. Ce rapport envisage aussi l'installation de ces trois fonds dans un seul espace, qui pourrait être constitué à la suite des agrandissements de la Bibliothèque nationale, soit dans des locaux à ouvrir près de la bibliothèque de l'Arsenal.
Le département est donc créé en 1942 et conduit à regrouper matériellement des fonds venant du département des imprimés (pour la musique imprimée et gravée) et de celui des manuscrits (pour les manuscrits musicaux à partir de la Renaissance). En revanche, les fonds de la bibliothèque-musée de l'Opéra ne sont pas transférés, et restent à l'Opéra Garnier.
Initialement installé dans le « quadrilatère Richelieu », le département s'installe en 1964 dans un bâtiment construit pour lui rue de Louvois. Dès lors le fonds ancien de la bibliothèque du Conservatoire est lui aussi déménagé. En 2020, au terme de la deuxième phase de rénovation du site, le département réintègre le quadrilatère.

## Collections

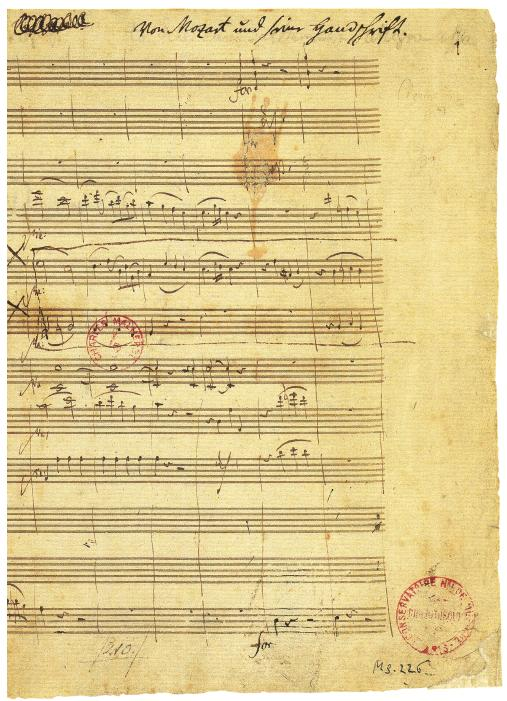
Partition autographe du Concerto pour piano KV 488 de Mozart, conservée au Département de la musique de la BnF.

Le département de la musique compte plus de deux millions de documents, sans compter celles de la Bibliothèque-musée de l'Opéra : partitions manuscrites et imprimées, ouvrages imprimés et manuscrits sur la musique, documents graphiques.

### Fonds originels de la Bibliothèque et du Conservatoire
Le fonds d'origine est constitué par la musique conservée au département des imprimés (cotée Vm) ainsi que de manuscrits musicaux issus du département des manuscrits, auxquels ont été ajoutées les collections anciennes du Conservatoire.
Le regroupement des deux fonds de la Bibliothèque nationale permet de reconstituer par exemple la collection de Sébastien de Brossard. Le fonds d'origine inclut des manuscrits de Marc-Antoine Charpentier et de Jean-Jacques Rousseau. Du côté des imprimés, il comprend l'ensemble des volumes reçus, depuis le début du XVIIIe siècle, mais surtout depuis 1793, par le dépôt légal de la musique imprimée et gravée.
Du côté du Conservatoire, l'établissement recevait aussi de la musique déposée par dépôt légal (d'où des doubles mais aussi des fonds complémentaires). Il avait aussi reçu d'importants achats et dons, parmi lesquels le manuscrit de l'opéra Don Giovanni de Mozart et des partitions autographes de Beethoven, dont le final de la 9e symphonie de Schubert, de Liszt, de Chopin, dont la Valse op. 64 n° 2, de Schumann et de Bizet, dont une partition de Carmen.

### Enrichissements
Depuis sa création, le département reçoit toute la musique imprimés recueillie au titre du dépôt légal, étant donné que tout livre dont plus de la moitié est constituée de musique notée est considéré comme partition.
Les collections s'enrichissent aussi de nombreux livres sur la musique, entrés après la création du département. Certains peuvent arriver par dépôt légal, sous forme d'exemplaires supplémentaires, mais la plupart entrent par achats.
De nombreuses partitions autographes de Ravel, dont le Boléro ; de Debussy, dont Pelléas et Mélisande ; de Fauré, dont Masques et Bergamasques ; de Stravinsky, dont Les Noces.
Parmi les collections acquises, on trouve la collection dite « Toulouse-Philidor », qui comprend 243 volumes de musique française et italienne du XVIIe siècle, celle de Geneviève Thibault de Chambure, comprenant des manuscrits et recueils imprimés de musique du XVIe siècle au XVIIIe siècle, ou encore celle d'autographes de divers compositeurs réunis par André Meyer.
Le département a reçu en dation des manuscrits d'Henri Sauguet et d'André Jolivet ainsi que les archives de Francis Poulenc. Il a en dépôt des archives d'Olivier Messiaen.

## Directeurs du département
- 1942-1944 Guillaume de Van
- Louis-Marie Michon
- ?-1970 : Élisabeth Lebeau
- 1970-1988 : François Lesure
- 1988-2010 : Catherine Massip
- 2011-2015 : Élizabeth Giuliani
- depuis 2016 : Mathias Auclair